# Марина Мияковска
Марина Мияковска (на македонска литературна норма: Марина Мијаковска) е северномакедонска литературна критичка, преводачка, есеистка и поетеса, авторка на произведения в жанровете лирика и документалистика.

## Биография и творчество
Мияковска е родена на 8 юли 1984 г. в Скопие, Северна Македония. През 2007 г. завършва филология в катедра „Обща и сравнителна литература“ на Филологическия факултет „Блаже Конески“ на Скопския университет „Св. св. Кирил и Методий“.
През 2007 г. присъства на лекции в областта на джендър изследванията в изследователския център на „Евробалкан“ за джендър изследвания в Скопие. През 2008 г. завършва обучението си за административна работа и получава психолого-педагогическа и методическа преквалификация във Философския факултет на университета.
През 2009 г. работи като административен работник в частна компания. През юни 2010 г. е интервюираща за фокус групи по проекта „Индекс на социално включване на местно ниво“, организиран от института „Евробалкан“. През 2012 г. защитава докторската си степен по филология с дисертация на тема женското писане и моделите на женското писане в романите. После работи като библиотекар в НУБ „Св. Климент Охридски“ в Скопие.
Мияковска пише поезия, есета и литературна критика, като публикува произведенията си в списанията „Наше писмо“, „Современост“, „Стожер“, интернет изданията „Мираж“ и „Репер“, и др. Предмет на нейния интерес са литературна методология, проучвания по половете, фолклор, антропология и стари цивилизации.
Участва в „Стружките вечери на поезията“ през 2010 и 2012 г. в „Нощ без пунктуация“ – поетични вечери на млади поети, в Поетичните вечери в Корча, Албания (2012), в Международния фестивал на поезията „Дни на Наймит“ в Албания (2013), в „Карамански поетични срещи“ в Радовиш (2013, 2014, 2015, 2017, 2018); в „Рацинови литературни срещи“ във Велес (2014, 2016, 2017, 2018); в Горноградския литературен фестивал в Загреб през 2014 г, в Дните на приятелите на книгите в Риека (2014), в „Порти на поезията“ в Караш-Северин (2016), и др.
Първата ѝ стихосбирка „Номадска душа“ е издадена през 2010 г. от издателство „Антолог“.
През 2010 г. Мияковска получава награда за поезията си на поетичната вечер в Корча. През 2013 г. е удостоена с наградата „Караман“ и Македонската литературна награда. През 2014 г. получава наградата „Крсте Чачански“. През 2015 г. получава наградата „Бели зори“ Дома на културата „Коко Рацин“, Скопие, а през 2019 г. наградата „Даница Ручигай“.
Марина Мияковска живее в Скопие.

## Произведения

### Поезия
- Номадска душа (2010)
- Куфери (2012)
- Психоаналитичка Алхемија од Страсти (2013)
- Тиркиз во лето (2015)
- Постела на тишината (2015)
- Новогодишни детски песни (2017)
- Коскена (2019)

### Сборници
- Ветерот носи убаво време: антологија на најмладата македонска поезија и проза (2012) – 35 млади македонски автори
- Куќички (2014) – разкази

### Документалистика
- Жанровски полимер: Сандаче од ракописи во обид (2016)
- Модели на родовата идентификација (2018)

### Преводи
- Феминизам – от Андре Мишел